# Klasztor Sióstr Notre Dame w Krzydlinie Małej
Klasztor Sióstr Notre Dame  w Krzydlinie Małej, składa się z domu zakonnego, kaplicy i placówki opiekuńczo-wychowawczej.

## Historia
Pierwsze Siostry przybyły do Krzydliny Małej w 1861 r. Wybudowano wtedy Dom pod wezwaniem Świętej Rodziny w oparciu o fundację ks. proboszcza Dominika Jäschke z 1856 r. Zakonnice prowadziły szkołę gospodarczą i przedszkole, uczyły bezpłatnie miejscowe dziewczyny, opiekowały się sierotami i przyjmowały pensjonarki. 12 listopada 1927 r. oddano do użytku nowo wybudowany budynek szkoły gospodarczej dla dziewcząt, która w 1933 r. liczyła 25 uczennic. 
Podczas II wojny światowej, w 1940 r. władze hitlerowskie zlikwidowały szkołę Sióstr, zabroniły przyjmować dziewczęta do szkoły gospodarczej i odebrały prawo do prowadzenia przedszkola. Jesienią 1943 r. sekretariat Caritasu powierzył zakonnicom opiekę nad dziećmi matek (głównie z takich krajów jak Polska, Francja, Ukraina i Rosja) zatrudnionych na robotach przymusowych w III Rzeszy.
Po zakończeniu wojny w Domu Dziecka nadal przebywały dzieci różnych narodowości, które (ze względu na wzrastającą ich liczbę) przekazywano do innych domów. Zakonnice pomagały dzieciom i nowo osiedlonym Polakom. Nadzór i finansowanie placówki sprawowała Opieka Społeczna, a kierownictwo powierzone zostało S.M. Ryszardzie Komander.
Od połowy 1950 r. placówka została upaństwowiona i otrzymała nazwę Dom Małych Dzieci (dla dzieci w wieku od 0 do 3 lat). Kierownictwo nadrzędne przejęło Prezydium Wojewódzkiej Rady Narodowej, Wydział Zdrowia, Oddział Opieki nad Matką i Dzieckiem we Wrocławiu, ale bezpośrednie kierownictwo placówki opiekuńczej pozostało w rękach Sióstr Notre Dame.
Od 1994 r. państwo zwróciło Siostrom prowadzenie Domu, a Kuratorium Oświaty i Wychowania przejęło nadzór nad placówką, która od tego czasu funkcjonowała pod nazwą Dom Dziecka „Wiosna” oraz wpisano ją do ewidencji placówek niepublicznych. W tym czasie do placówki przyjmowano dzieci w wieku od 1-10 lat.
W czerwcu 2000 r. rozszerzono przedział wiekowy dzieci do 12 lat. W dniu 12.03.2003 r. w wyniku przekształcenia Domu Dziecka „Wiosna” powstała Wielofunkcyjna Placówka Opiekuńczo-Wychowawcza „Wiosna” w skład której wchodzi: Placówka Interwencyjna (PI) oraz Placówka Socjalizacyjna (PS). 